# 2022년 우크라이나 민주주의 방위 무기대여법
2022년 우크라이나 민주주의 방위 무기대여법(영어: Ukraine Democracy Defense Lend-Lease Act of 2022)은 제2차 세계 대전 시기에 제정된 무기대여법과 유사한 방식으로 우크라이나 정부에 물자 공급을 촉진하는 미국 의회의 법안이다.

## 조항
이 법의 전체 제목은 "러시아의 군사적 침략으로부터의 우크라이나 민간인 보호 및 기타 목적으로 우크라이나 정부에 대한 국방 물품 대여 및 임대 협정 체결이 가능한 강화된 대통령 권한 제공에 관한 법률"이다.
이 법안은 장비가 신속하게 배송될 수 있도록 미국에서 우크라이나로의 방위 장비 수출에 대한 절차를 줄였다. 이 법은 2022년과 2023년 회계연도에 적용된다.
이 법안은 미국 동맹국에 제공한 제2차 세계 대전 시대의 무기대여법을 참조하여 명명되었다.

## 법안 통과
이 법안은 2022년 4월 6일 미국 상원에서 만장일치로 통과되었으며 2022년 4월 28일 하원에서 찬성 417표, 반대 10표로 통과되었다. 법안에 반대표를 던진 10명의 공화당 의원은 애리조나의 앤디 빅스, 노스캐롤라이나의 댄 비숍, 오하이오의 워렌 데이비슨, 플로리다의 매트 개츠, 애리조나의 폴 고사, 조지아의 마조리 테일러 그린, 켄터키의 토마스 마시, 사우스 캐롤라이나의 랄프 노먼, 펜실베니아의 스콧 페리, 위스콘신의 톰 티파니였다.
법안은 대통령 조 바이든이 서명할 것으로 예상된다.